# Ignace Guédé-Gba
Ignace Guédé-Gba (10 ottobre 1964 – 29 dicembre 2021) è stato un calciatore ivoriano, di ruolo attaccante.